# Ján Francisci-Rimavský
Ján Francisci-Rimavský (magyarul Francisci János; Nyustya, 1822. június 1. - Turócszentmárton, 1905. március 7.) szlovák költő, író, fordító, politikus, teológus és főispán.

## Élete
Francisci János és Chrapan Mária fia. 1827-től a nyustyai iskola, majd 1830–1834 között az osgyáni latin iskola, később 1834–1839 között a lőcsei evangélikus líceum, 1839-1843 között a Pozsonyi Evangélikus Líceum növendéke volt.
1848-ban a magyar kormány a szlovák népfelkelő seregek szervezéséért Štefan Marko Daxnerrel és Bakulinyi Mihállyal együtt halálra ítélte, de a kivégzést elkerülte. A forradalom és szabadságharcot követően Besztercebányán működött.
Az 1861 márciusában induló Pešťbudínske vedomosti politikai lap kiadója volt, mely a hivatalok visszatartása miatt a választási kampányról lemaradt. 1864–1865-ben Liptó vármegye főispánja volt. A kiegyezést követően Nagyrőcén telepedett le, ahol a gimnázium felügyelője lett. 1872-től Turócszentmártonban élt.

## Emlékezete

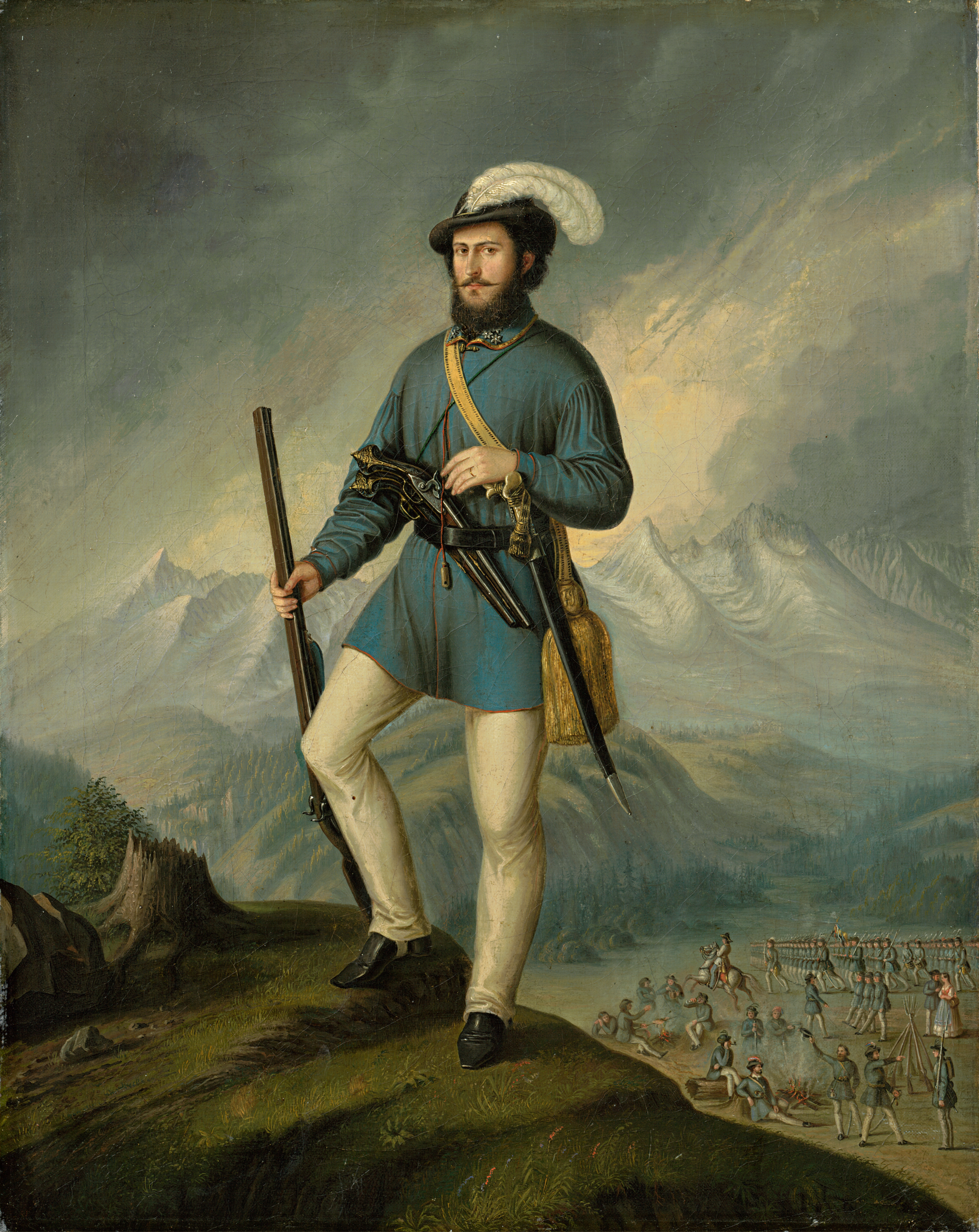
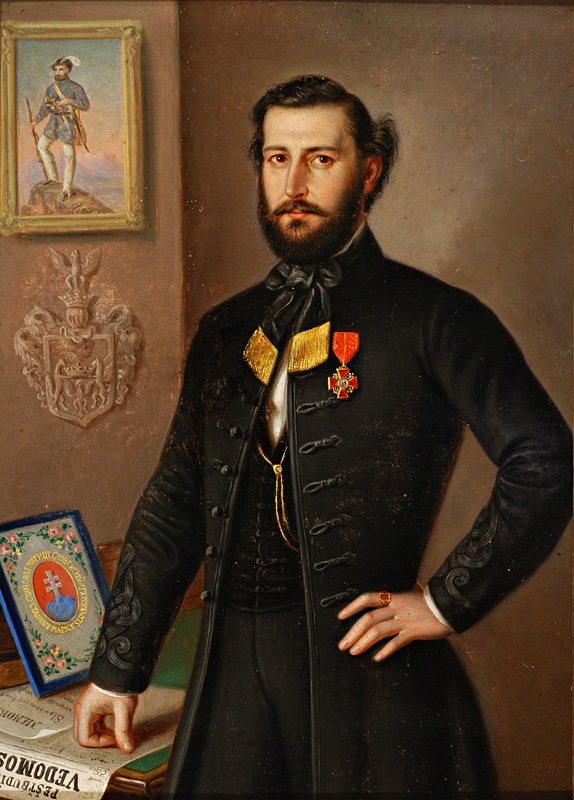
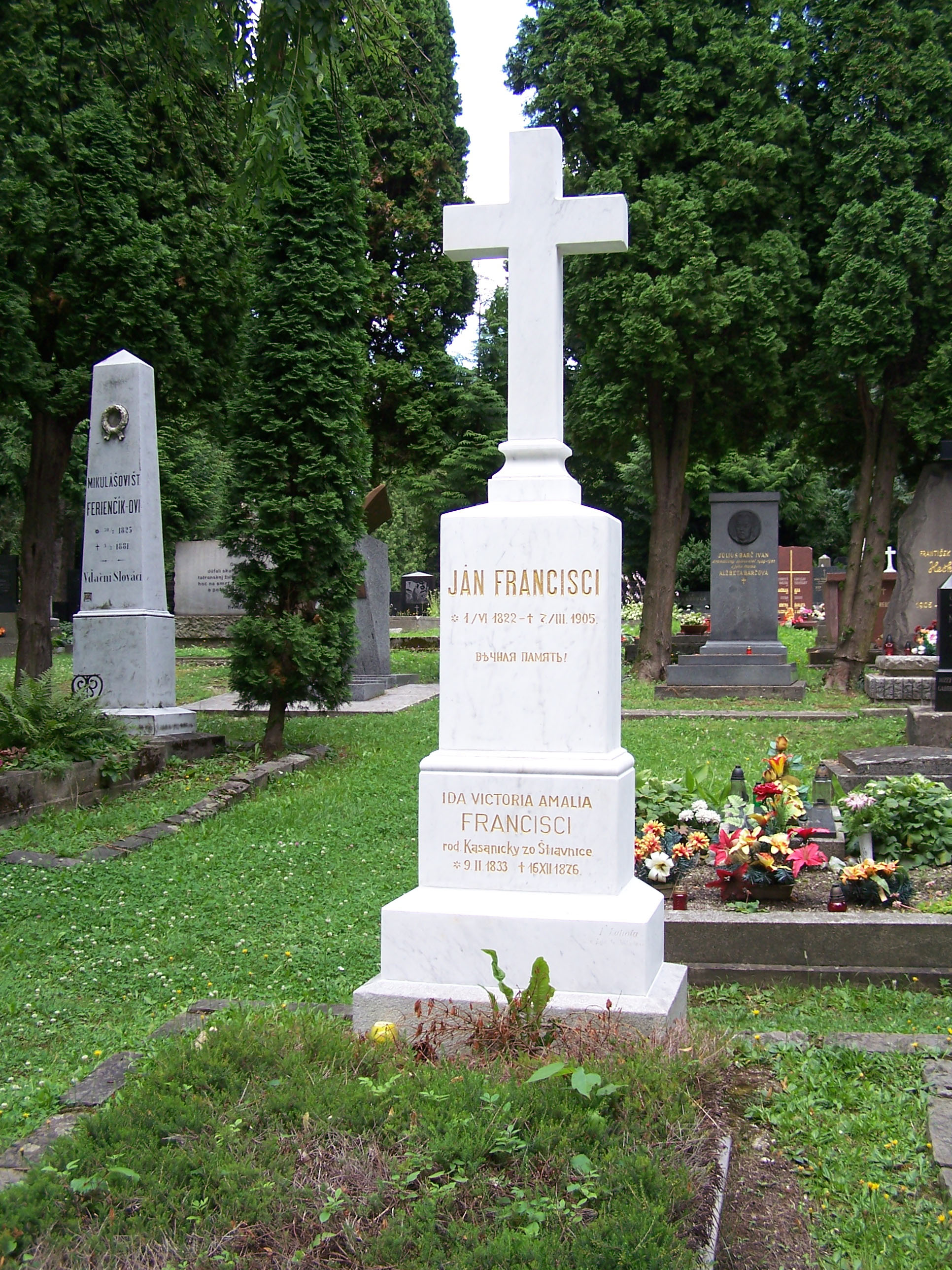
Sírja Turócszentmáronban
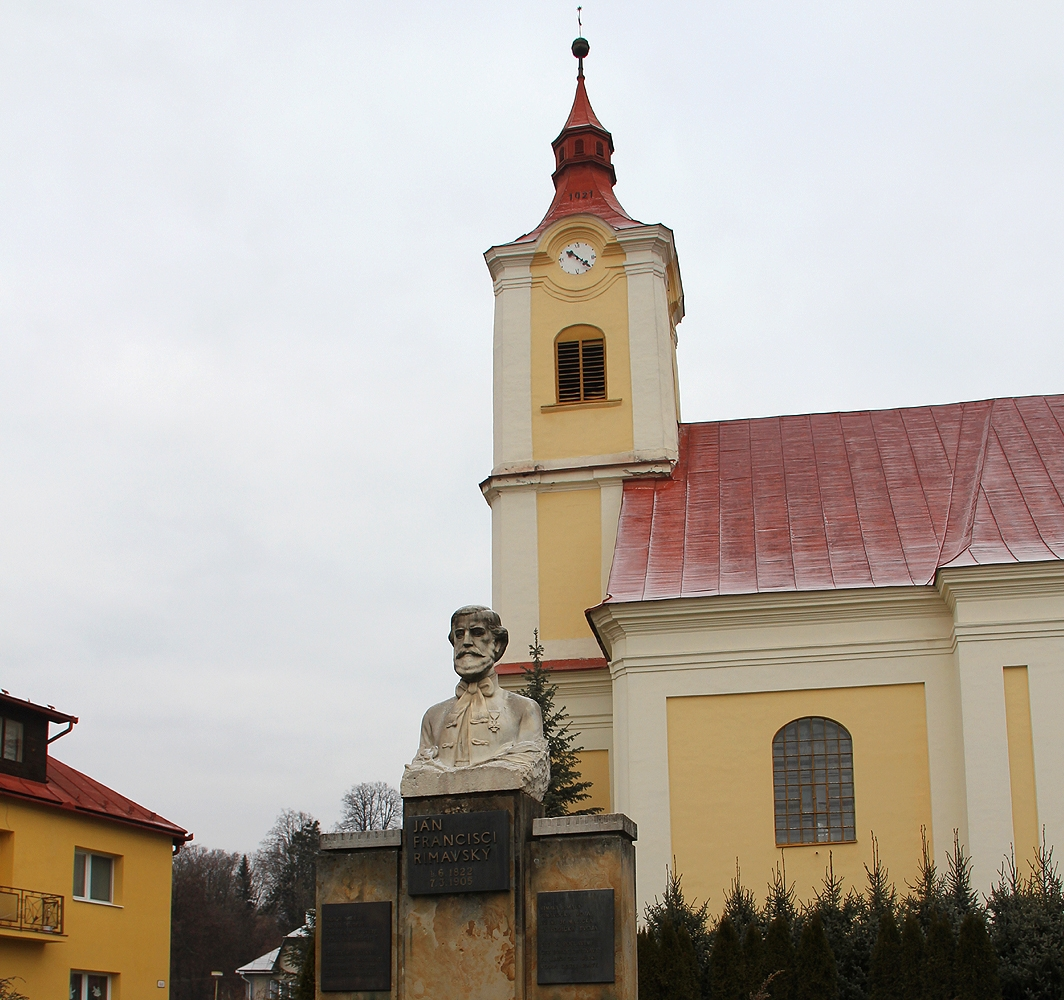
Nyustya
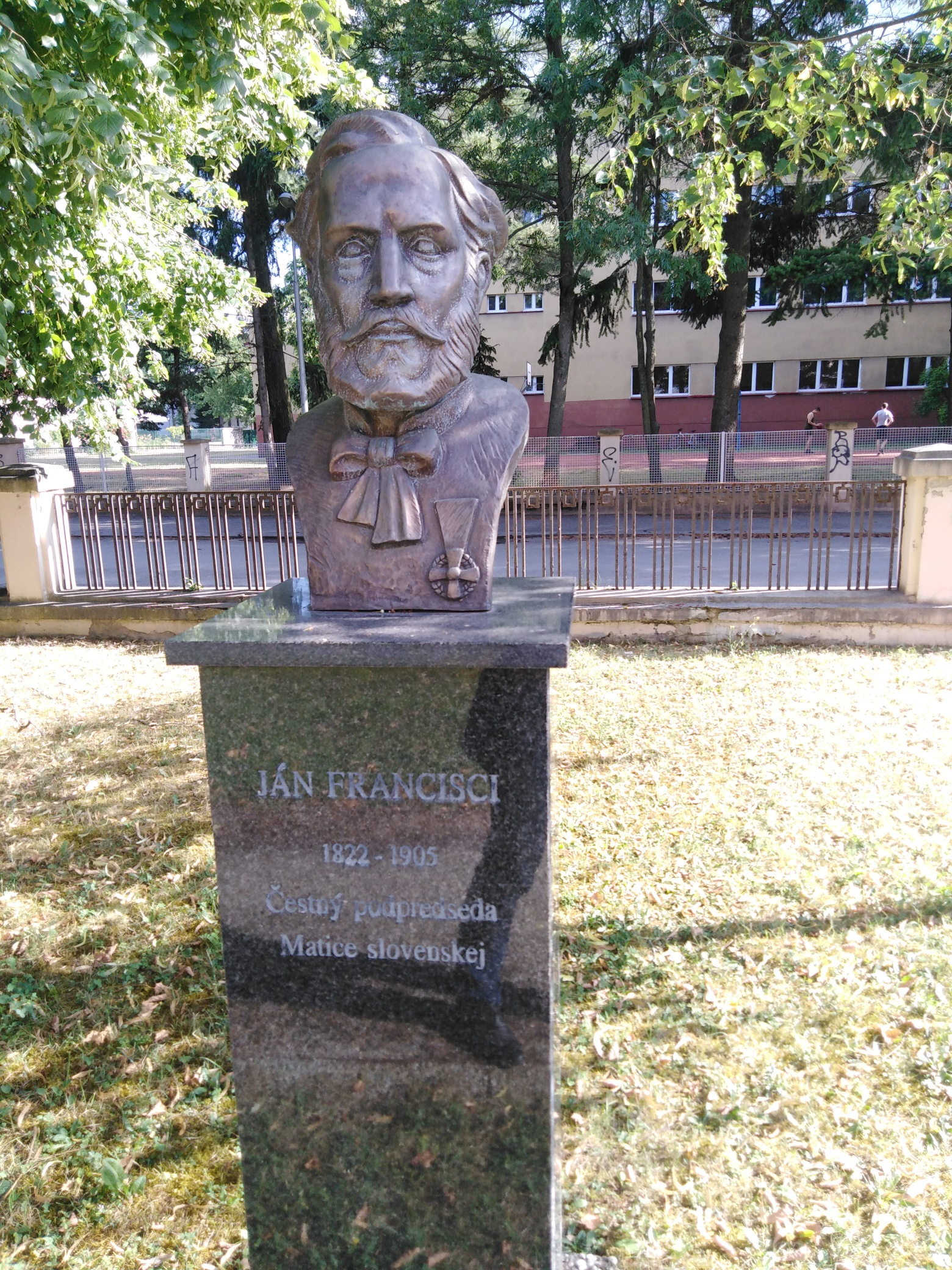
Turócszentmáron
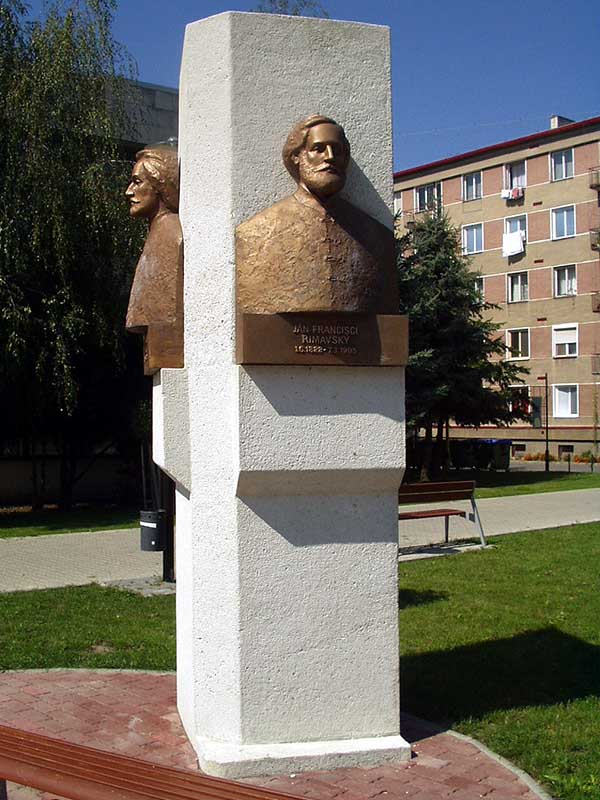
Rimaszombat
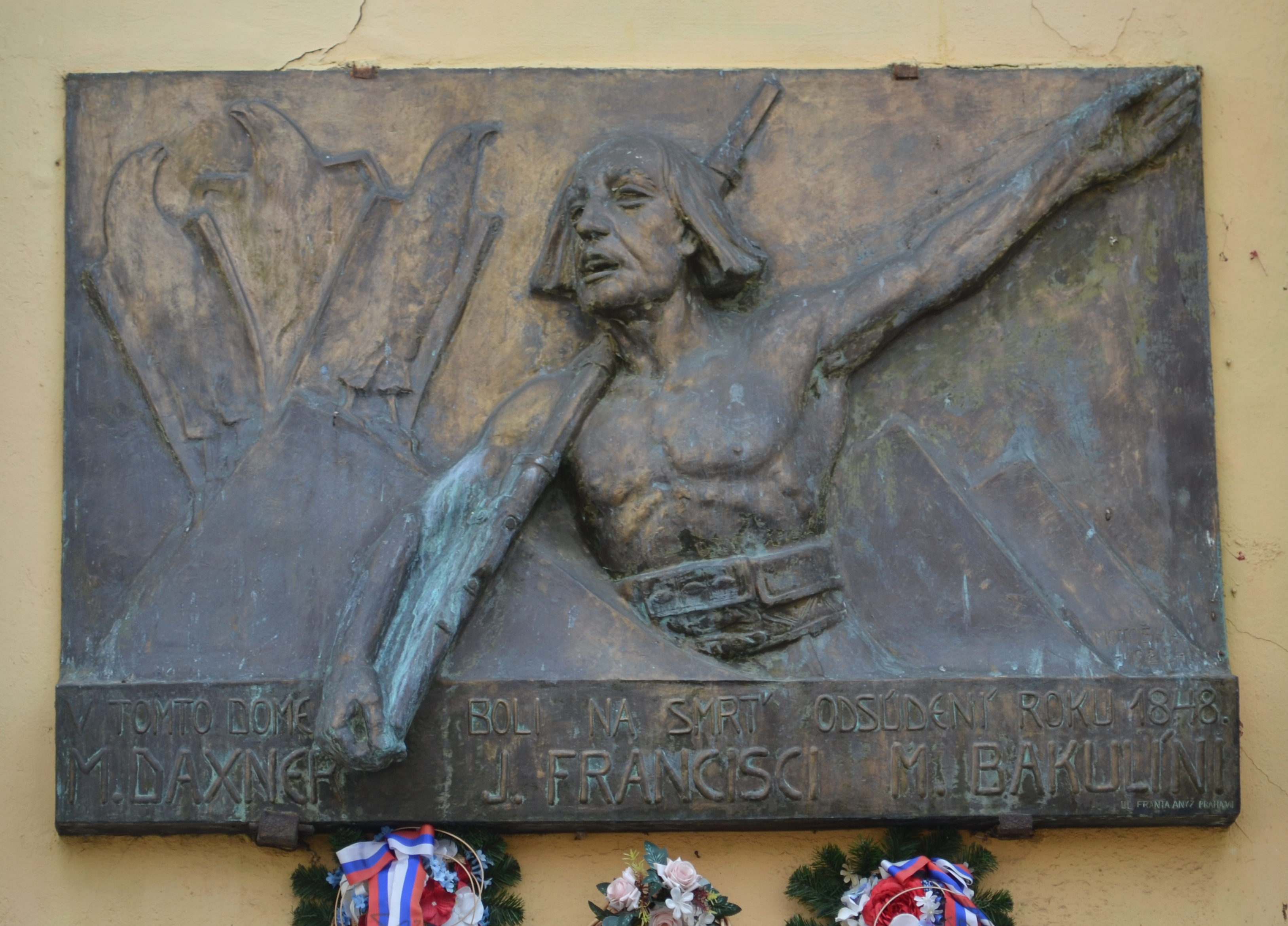
Pelsőc

- Pozsonyban utca viseli a nevét

## Művei
- 1844 Janko Podhradský
- 1844 Svojim vrstovňíkom na pamjatku. Bratislava
- 1845 Slovenské povesti I. Levoča
- 1868 Vzájomné pomocnice. Budapest
- 1871 Poviedky pre slovenské dietky. Martin
- 1871 Zornička. Martin
- 1889 Iskry zo zaviatej pahreby, Martin
- 1895 Nákres povstania, ustrojenia, vyvinovania sa a výsledku účinkovania kníhtlačiarsko-účastinárskeho spolku v Turčianskom Svätom Martine a jeho kníhtlačiarne za prvých dvadsaťpäť rokov (1870 – 1894) jeho jestvovania. Martin
- 1897 Črty z doby moysesovskej, dielo o osudoch Š. Moysesa, prvého predsedu Matice slovenskej pri príležitosti jeho 100. narodenín
- 1899 Vyšetrovanie Slovenského ústavu na evanj. lyceume v Prešporku r. 1843. Slovenské pohľady 19, 651–665
- 1899 Osvedčenie Štefana Marka Daxnera, podané r. 1848 Eugenovi Kubínyimu... o proklamácii "Bratia Slováci". Slovenské pohľady 19, 714–721
- 1904 Vlastný životopis. Martin